# Veto players
El concepto de "Veto player" es el de un actor político que tiene la habilidad para declinar una elección ya hecha.
Específicamente, un Veto player puede parar el cambio de un statu quo. Es análogo a participantes en una negociación en la que todos deban llegar a un acuerdo. Un punto a destacar es que tienen preferencias sobre las consecuencias de políticas públicas que a su vez intervienen sobre elecciones políticas a las que estos veto players se encaran.
Los "players" tienen una amplia variedad de formas y pueden ser grupos, pudiéndose dar el caso de que no sea un solo individuo, como el Congreso de Estados Unidos